# Rich Flu
Rich Flu ist ein spanischer Spielfilm aus dem Jahr 2024 mit Mary Elizabeth Winstead, Rafe Spall, Lorraine Bracco, Dixie Egerickx, Timothy Spall und Jonah Hauer-King, der unter der Regie von Galder Gaztelu-Urrutia nach einem Drehbuch von ihm, Pedro Rivero, David Desola und Sam Steiner entstand. Premiere des Thrillers war am 6. Oktober 2024 am Sitges Festival Internacional de Cinema Fantàstic de Catalunya.

## Handlung
Ein neues Virus breitet sich aus und kostet die reichsten und einflussreichsten Menschen der Welt das Leben. Symptom ist ein merkwürdiges Strahlen der Zähne. Zuerst trifft es die Milliardäre, später die Millionäre. In weiterer Folge droht es alle zu treffen, die über Vermögen verfügen. Die wohlhabenden Menschen versuchen den Markt mit Vermögenswerten zu überschwemmen, die die Welt aber nicht mehr haben möchte. Das Virus reißt Lücken in die westliche Gesellschaft, Unternehmen brechen zusammen, die Börse stürzt ab, es droht ein Chaos.
Zu den Betroffenen gehört auch Laura, die gerade befördert wurde und leitende Angestellte einer Streaming-Plattform ist. Laura versucht, gemeinsam mit ihrem Mann Tony, Tochter Anna und ihrer Mutter Europa zu verlassen. Allerdings bleibt die Frage, ob man dem Virus entkommen kann und wie man das eigene Vermögen abstoßen soll, wenn niemand mehr ein solches anhäufen möchte.

## Besetzung und Synchronisation
Die deutschsprachige Synchronisation übernahm die Digital Media Technologie. Dialogregie führte Martin Brücker, der auch das Dialogbuch schrieb.
| Rolle               | Darsteller              | Synchronsprecher |
| ------------------- | ----------------------- | ---------------- |
| Laura               | Mary Elizabeth Winstead | Nadine Schreier  |
| Martha              | Lorraine Bracco         | Anne Moll        |
| Christian           | César Domboy            | Jonas Minthe     |
| Sebastian Snail     | Timothy Spall           | Douglas Welbat   |
| Sebastian Snail Jr. | Jonah Hauer-King        | David Berton     |
| Toni                | Rafe Spall              | Till Endemann    |
| kräftiger Mann      | Colin McLeod            | Michael Bideller |

## Produktion und Veröffentlichung
Der Film wurde von Nostromo Pictures (Produzenten Adrián Guerra und Núria Valls), Basque Films (Produzenten Carlos Juárez und Galder Gaztelu-Urrutia) und Mamma Team (Produzent Albert Soler) sowie Albert Soler Cuyàs, Juan de Dios Larraín und Pablo Larraín produziert. Den Verleih übernahm in Deutschland Leonine. Dreharbeiten fanden in Barcelona, auf Fuerteventura und im Senegal statt.
Die Kamera führte Jon D. Domínguez, die Musik schrieb Aránzazu Calleja, die Montage verantwortete Haritz Zubillaga. Das Szenenbild gestaltete Laia Colet und das Kostümbild Azegiñe Urigoitia. Ursprünglich sollten Rosamund Pike, Daniel Brühl und Macaulay Culkin zum Darstellerensemble gehören, aufgrund von Terminkonflikten stiegen diese aus dem Projekt aus.
Premiere war am 6. Oktober 2024 am Sitges Festival Internacional de Cinema Fantàstic de Catalunya. In Deutschland kam der Film am 12. Dezember 2024 in die Kinos.

## Rezeption
Frank Arnold vergab auf epd Film.de drei von fünf Sternen. 37 Jahre nach der britischen Satire Eat the Rich, sei solch ein Gewaltakt nicht mehr notwendig. Funktioniere der Film zunächst als Gesellschaftssatire, so werde diese später konterkariert von der Verzweiflung der Protagonistin und ihrer möglichen Läuterung angesichts auf den Kopf gestellter Rollen zwischen Erster und Dritter Welt.
Michael Meyns bewertete den Film auf Filmstarts.de mit 2,5 von 5 Sternen. Der Film funktioniert zunächst als böse, überdrehte Satire, bis in der zweiten Hälfte die Moralkeule auspackt werde und man sich auf einmal in einem ganz anderen Film wiederfinde, der deutlich weniger Spaß mache und sich stattdessen spürbar in die Länge ziehe.
Ähnlich meinte Yannick Vollweiler (5 von 10 Punkte) auf film-rezensionen.de, dass der Film durchaus spannende Ansätze habe, sich aber in Widersprüchen und übertriebener Moralisierung verliere. Die Kapitalismuskritik beginne als spaßige, bissige Satire, wandle sich jedoch zu einem überfrachteten Drama, dass Zuschauer letztlich eher ermüde als überzeuge.
Lida Bach urteilte auf riecks-filmkritiken.de, dass solides Schauspiel ein geringer Ausgleich für den Mangel an Spannung und gesellschaftspolitischem Biss sei. Die satirische Schärfe ersetze ein opportunistischer Mainstream-Moralismus. Die auf den ersten Blick originelle Prämisse ignoriere das Potenzial zu Systemkritik und Sozialsektion zugunsten plumper Polemik und paternalistischem Blick auf ärmere Schichten.